# Kurt Delitzsch
Kurt Delitzsch (* 27. September 1885 in Leipzig; † 1945) war ein deutscher Jurist. Zur Zeit des Nationalsozialismus war Delitzsch Präsident des Oberlandesgerichts in Kassel.

## Biografie
Kurt Delitzsch war ein Sohn des Assyriologen und Universitätsprofessors Friedrich Delitzsch. Er hatte drei Brüder und zwei Schwestern.
Er besuchte das König-Wilhelms-Gymnasium in Breslau und das Bismarck-Gymnasium in Berlin. Nach dem Abitur studierte er Philosophie und Rechtswissenschaften an der Universität München. Danach setzte er sein Studium an der Universität Berlin fort und legte dort am 22. März 1909 das erste Staatsexamen mit der Note „gut“ ab. Am 8. Juli 1912 wurde er durch die Universität Göttingen zum Dr. jur. promoviert. Nach dem Referendariat bestand er am 2. Februar 1914 die Große Staatsprüfung mit der Note „gut“. Er trat 1914 als Assessor in den Dienst der Justiz ein.
Im Ersten Weltkrieg diente er ab Januar 1915 als Freiwilliger. November 1916 wurde er Leutnant im Feldartillerie-Regiment 38. Er wurde mit dem Eisernen Kreuz 2. und 1. Klasse sowie dem Frontkämpfer-Ehrenkreuz ausgezeichnet.
Am 21. Januar 1919 heiratete er Hertha Harkort, die Tochter des Fabrikanten Hermann Harkort. Das Paar hatte zwei Töchter.
Ab 1918 war er Richter am Amtsgericht Bad Schwalbach, wechselte 1925 auf den Posten des Direktors ans Landgericht Wiesbaden und von dort 1929 als Direktor an das Landgericht Kassel. Von 1928 bis 1929 war Delitzsch kurzzeitig DNVP-Mitglied gewesen, 1932 trat er dem Bund Nationalsozialistischer Deutscher Juristen (BNSDJ) und zum 1. September desselben Jahres der NSDAP bei (Mitgliedsnummer 1.286.646). Er war vom 29. Mai 1933 bis zum Kriegsende im Frühjahr 1945 Präsident des Oberlandesgerichts Kassel und zudem Gaustellenleiter des NS-Rechtswahrerbundes. Er beging 1945 Suizid.